# Amegilla capeverdensis
Amegilla capeverdensis är en biart som beskrevs av Brooks 1988. Amegilla capeverdensis ingår i släktet Amegilla och familjen långtungebin. Inga underarter finns listade i Catalogue of Life.